# فهرست ژوئن
فهرست ژوئن یا لیست ژوئن (به سوئدی: Junilistan) حزبی سیاسی در سوئد است.
این حزب در سال ۲۰۰۴ تأسیس شده و ۲ کرسی در پارلمان اروپا دارد.
رهبر این حزب نیلس لوندگِرن (Nils Lundgren) است.
در انتخابات مجلس ۲۰۰۶ حزب ۲۶٬۰۷۲ رأی (۰٫۴۷٪) دریافت کرد؛ ولی حزب موفق به کسب هیچ کرسی‌ای در مجلس نشد.